# أتالو مانزين
أتالو مانزين (بالبرتغالية: Ítalo Manzine‏) (مواليد 13 مارس 1992) هو سبّاح برازيلي، مثّل بلاده في الألعاب الأولمبية الصيفية 2016.

## روابط خارجية
أتالو مانزين على موقع الاتحاد الدولي للسباحة (الإنجليزية)
- أتالو مانزين على موقع اللجنة الأولمبية الدولية (الإنجليزية)
- أتالو مانزين على موقع أوليمبيديا (الإنجليزية)